# Синьцзянский университет
Синьцзянский университет (кит. 新疆大学) — университет в Урумчи (СУАР, КНР). Один из ведущих университетов в Синьцзян-Уйгурском автономном районе КНР. Входит в число национальных «ключевых университетов» по проекту развития системы высшего образования в КНР «Проект 211». Был основан в 1924 году и в настоящее время является комплексным университетом.

## История
Синьцзянский университет был основан в 1924 году как специализированное учреждение по изучению русской литературы, права и политики. С января 1935 года стал называться Синьцзянский университет. 1 октября 1960 года официально открыт как Синьцзянский университет КНР. После культурной революции и восстановления деятельности региональных отделений Академии наук КНР, Госсовет в 1978 году одобрил воссоздание Синьцзянского университета в качестве одного из 16 комплексных университетов КНР. С 1997 года стал первым университетом в Синьцзян-Уйгурском автономном районе, который вошёл в национальную программу «Проект 211». 20 декабря 2000 года бывший Синьцзянский университет был объединен с Синьцзянским технологическим университетом — так появился современный Синьцзянский университет. В 2004 году Министерство образования КНР подписало соглашение с региональным правительством Синьцзян-Уйгурского автономного района о концепции создания нового Синьцзянского университета.
В 2005—2010 гг. осуществлялась плановая поддержка развитию университета по программе Министерства образования КНР. Поддержка была оказана со стороны крупнейших вузов КНР — Пекинского университета, Университета Цинхуа, Уханьского университета, Тяньцзиньского университета и т. д.
Новый этап развития межуниверситетского сотрудничества начался 31 августа 2010 года после выступления партийного секретаря Университета Цинхуа Ху Хэпина, в котором он предложил свой вуз в качестве ведущего партнёра для Синьцзянского университета по программе поддержки университетов Запада КНР.
В настоящее время располагается в южной части города Урумчи. В университете учатся студенты-представители различных национальных и этнических групп.

## Структура университета
В настоящее время в университет состоит из 23 институтов, аспирантуры, независимого института, отделения по проведению образовательных исследований, 4 образовательных центра, 8 исследовательских центров, а также Международный центр по поддержке и устойчивому развитию регионов с засушливыми почвами. В настоящее время преподавание ведется по 74 специалиальностям (бакалавриат), в том числе по языку, литературе, праву, экономике, истории, управлению, философии, техническим наукам (всего восемь направлений). 12 программ подготовки кандидатов наук, работают 7 «исследовательских станций» по посткандидатским исследованиям, 96 магистерских программ, также 4 специализированные магистерстким программам (Государственное управление, вузовское образование, инженерия, право).
В университете работают: 1 вузовская группа национального уровня, 3 — уровня автономного района, уровня автономного района по селективным курсам — 20, 8 преподавателей субсидируются автономным районом. Кроме того, в университете — 5 «особых» специальностей национального уровня, а также 8 специальностей, по которым район испытывает постоянную нехватку кадров.
На национальном уровне поддерживаются 3 учебные дисциплины (в том числе одна — по подготовке специалистов), 7 — на уровне автономного района, 21 — на уровне вуза. Одна специальность (социо-гуманитарного блока) является базовой для региональных научных исследований и также поддерживается государством. Дисциплины «Математика» и «Прикладная математика» поддерживаются исследовательскими структурами по фундаментальным наукам и являются базовыми для исследований в своих областях. По трем дисциплинам национальные и региональные власти создали опытные лаборатории (3 и 6 соответственно).
В университете обучается по различным программам подготовки и переподготовки более 30 тыс. студентов, в том числе — очной формы обучения — свыше 19 тыс., более 4100 аспирантов, более 350 иностранных студентов. Численность профессорско-преподавательского состава — 1659 чел., среди них профессоров — 191 чел., доцентов — 596 чел., с кандидатской степенью (Ph.D) — 226 чел., магистров — 798 чел. Получают дотацию от Госсовета — 39 чел., «за особый вклад в науку» (молодые специалисты) — 5 чел., от региональных властей — 13 чел.
Исследования в институтах сосредоточены в основном в 8 областях знаний:
- Экономика
- Экология засушливых почв
- Математическая теория
- Демография
- Прикладная химия
- Культуры Центральной Азии
- Алтайские исследования
- Дизайн и архитектура

### Библиотека университета
Так как в начальный период деятельности вуз был специализированным, библиотека также была собрана для нужд изучения русского языка, культуры, права и политики, став предшественницей библиотеки Синьцзянского университета. В начальный период существования в библиотеке насчитывалось всего около 1000 томов. В 1935 году, после образования Синьцзянского университета, библиотека существенно расширилась. В 1939 году в вуз приехало несколько известных писателей, которые тоже приняли участие в формировании фондов библиотеки (в частности, ректор Ду Чжунъюань). В 1960 году, после официального создания университета, была открыта и библиотека.
Персонал библиотеки — 107 человек, здесь работают представители различных национальностей (ханьцы, уйгуры, казахи, хуэйцы, маньчжуры, узбеки). Всего представителей национальных меньшинств — 47 человек.

### Международная деятельность
18 июня 2010 года Президент Республики Таджикистан Эмомали Рахмон удостоен звания Почётного профессора Синьцзянского университета.